# Championnat de France de cricket 2011
 (avril 2024).
Si vous disposez d'ouvrages ou d'articles de référence ou si vous connaissez des sites web de qualité traitant du thème abordé ici, merci de compléter l'article en donnant les références utiles à sa vérifiabilité et en les liant à la section « Notes et références ».
Le Championnat de France de cricket 2011, appelé SuperLigue 2011, est composée d'une poule unique de 11 clubs :
- France Gymkhana Gonesse, tenant du titre 2010
- Euro CC (dauphin 2010)
- Dreux CC
- Balbyniens (Bobigny), Champion 2009
- USCA Paris
- Paris Université Club (PUC)[1]
- Bordeaux Giscours CC, seul club de province participant pour l'instant
- Cricket Club St Brice 95
- Northern Aubervilliers CC
- Mantes CC
- Nallur Stains Cricket, promu 2010

Chacun de ces clubs a une obligation de développement liée au jeu des jeunes ou au cricket féminin, condition nécessaire à l'accession à l'élite nationale.
- Résultat 2011 : PUC Champion de France, France Gymkhana finaliste

## National 2011
Quatre poules sont organisées en 2011 dans la 2e division française de cricket. Deux en Île-de-France, dont une accueille le club bourguignon de Chalon-sur-Saône, deux dans le Sud-Ouest (Aquitaine et Midi-Pyrénées).
Les phases finales sont régionales, et la finale nationale se joue entre vainqueur Ile de France et vainqueur Sud-Ouest, pour la possibilité d'accéder à la SuperLigue.
- Résultat 2011 : le finaliste Nord, Chalon sur Saône, a été déclaré vainqueur par forfait, le finaliste Sud, Saint-Aulaye, ne pouvant présenter d'équipe lors de la date prévue de finale.